# Derek Sherinian
Derek Sherinian (ur. 25 sierpnia 1966 w Laguna Beach) – amerykański muzyk, kompozytor i producent muzyczny, pianista, keyboardzista, a także gitarzysta. Absolwent Berklee College of Music. Znany z występów w grupach muzycznych Planet X, KISS, Dream Theater oraz muzykami Alice Cooperem, Billy Idolem oraz Yngwie Malmsteenem.
Sherinian współpracował ponadto z takimi muzykami i grupami muzycznymi jak: Zakk Wylde, John Petrucci, Steve Lukather, Simon Phillips, Tony Franklin, John Sykes, Brian Tichy, Marya Roxx, Section a, Platypus, Condition Red, Aina, Explorers Club, Jughead, All Too Human, Mind Key czy Relocator. W 2010 roku został członkiem zespołu Black Country Communion, w którego składzie byli także basista i wokalista Glenn Hughes, gitarzysta Joe Bonamassa oraz perkusista Jason Bonham.

## Dyskografia
| Albumy solowe - Planet X (1999, Magna Carta) - Inertia (2001, InsideOut) - Black Utopia (2003, InsideOut) - Mythology (2004, InsideOut) - Blood of the Snake (2006, InsideOut) - Molecular Heinosity (2009, InsideOut) - Oceana (2011, Mascot Records) Dream Theater - A Change of Seasons (1995, EastWest) - Falling into Infinity (1997, EastWest) - Once in a Livetime (1998, EastWest) - 5 Years in a Livetime (1998, EastWest) Platypus - When Pus Comes to Shove (1998, Velvel) |  | Marya Roxx - Payback Time (2009, DR2 Records) Billy Idol - Devil’s Playground (2005, Sanctuary) - The Very Best of Billy Idol: Idolize Yourself (2008, Capitol) Alice Cooper - The Last Temptation (1994, Epic) - Classicks (1995, Epic) Yngwie Malmsteen - Attack!! (2002, Red Ink Records) - Perpetual Flame (2008, Koch) Spock’s Beard - Feel Euphoria (2003, Inside Out Music) |

## Filmografia
- "Świat Wayne’a" (jako on sam, 1992, film komediowy, reżyseria: Penelope Spheeris)[8]